# Granada de ítrio e alumínio

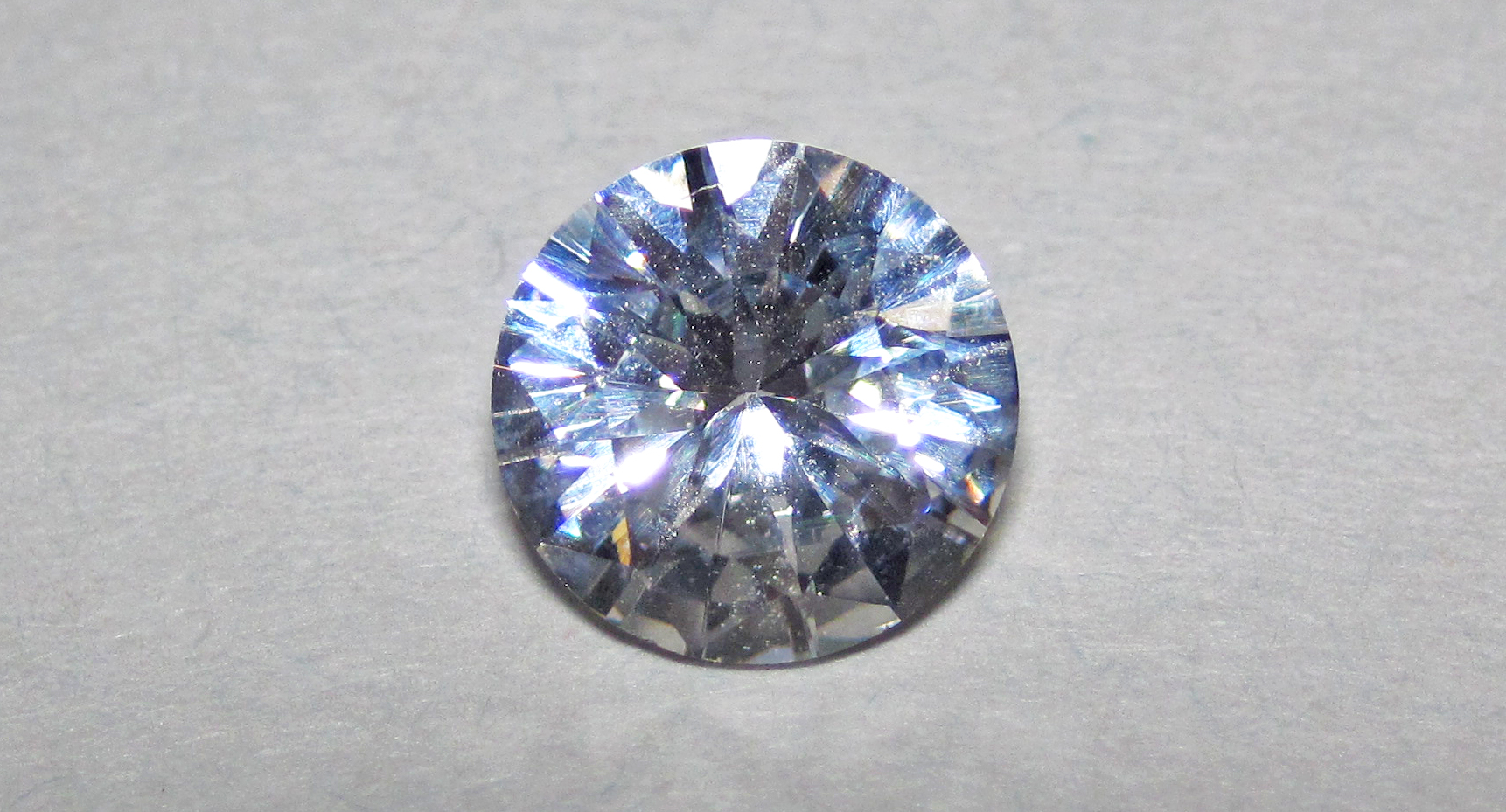
Granada de ítrio e alumínio

Granada de ítrio e alumínio, citada seguidamente pela sigla YAG, do inglês yttrium aluminium garnet (Y3Al5O12) é um material cristalino do grupo das granadas. É também uma das três fases do compósito ítria-alumínio, os outros dois sendo o ítrio-alumínio monoclínico (YAM, yttrium aluminium monoclinic) e perovskito de ítrio e alumínio (YAP, yttrium aluminium perovskite). O YAG é comumente usado como um material "anfitrião" em vários lasers de estado sólido. Elementos terras raras tais como o neodímio e o érbio podem ser dopados em YAG como íons laser ativos, resultando em lasers Nd:YAG e Er:YAG, respectivamente. YAG dopado com cério (YAG:Ce) é usado como um fosfor em tubos de raios catódicos e díodos emissores de luz brancos, e como um cintilador.

## Gemas de YAG
YAG por um perído foi usado em joalheria como uma imitação de diamante e outras gemas. Variantes coloridas e seus elementos dopantes incluem: verde (cromo), azul (cobalto), vermelho (manganês), amarelo (titânio), púrpura (neodímio), rosa e laranja. Como gemas facetadas elas são avaliadas (como sintéticas) por sua claridade, durabilidade, alto índice refrativo e dispersão. O ângulo crítico de YAG é 33 graus. YAG corta similarmente a granada natural, com polimento sendo realizado com alumina ou diamante em passagens (50.000 ou 100.000) de polimento comum. YAG tem baixa sensibilidade ao calor.
Como uma gema sintética YAG tem numerosas variedades e marcas, assim como um número de termos impróprios. Sinônimos incluem: alexite, amamite, circolite, dia-bud, diamite, diamogem, diamonair, diamone, diamonique, diamonite, diamonte, di'yag, geminair, gemonair, kimberly, Linde simulated diamond (imitação de diamante de Linde), nier-gem, regalair, replique, somerset, triamond, YAIG, e yttrium garnet (granada de ítrio). Produção para a esta gema decaiu após a introdução da zircônia cúbica sintética; a partir de 1995 houve pouca produção. Alguma demanda existe como granada sintética, e para designs onde o índice refrativo muito alto da zircônia cúbica não é desejável.

## Variedades de uso técnico

### Nd:YAG

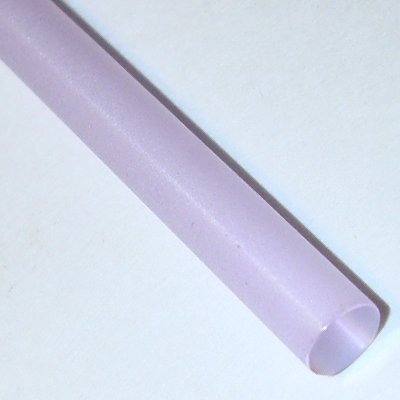
Vara de laser Nd:YAG de 0,5 cm de diâmetro.

YAG dopado com neodímio (Nd:YAG) foi desenvolvido noa anos 1960. É o mais amplamente usado meio de laser ativo em lasers de estado sólidos. Pode ser usado em lasers utilizando duplicação e triplicação da freqüência, e comutação Q de alta energia. Sua condutividade térmica é mais alta e sua vida útil de fluorescência é tão longa quanto aproximadamente o dobro do Nd:YVO4. Pode ser operado em níveis de potência acima de kilowatts. Entretanto, Nd:YAG é menos eficiente quando convertendo luz de 808 nm a 1064 nm, o que é necessário para criar um laser verde. Como tal, Nd:YAG é menos comum em apontadores de laser verde. Em adição, Nd:YAG tem a desvantagem de ser menos estável que Nd:YVO4, requerendo temperaturas mais precisamente controladas.
Nd:YAG emite feixes laser a 1064 nanômetros. Luz neste comprimento de onda é relativamente perigosa para a visão humana, pois é facilmente focada na retina pelo cristalino, mas é invisível e não aciona o reflexo corneal. A melhor faixa de absorção do pulsar de laser do Nd:YAG tem amplitude de 1 nm e localiza-se a 807,5 nm.